# Dragana Cvijić
Dragana Cvijić (în sârbă Драгана Цвијић) (n. 15 martie 1990, în Belgrad) este o handbalistă care joacă pentru echipa națională a Serbiei. Cvijić evoluează pe postul de pivot.
Pe data de 17 februarie 2018, handbalista a semnat un contract de un an cu clubul românesc CSM București, pentru care evoluează începând din vara anului 2018. Anterior, Cvijić a jucat la clubul macedonean ŽRK Vardar.

## Palmares
Club
- Liga Campionilor EHF:
  -  Câștigătoare: 2012, 2015
  - Locul 2: 2018

- Liga Regională Feminină:
  - Câștigătoare: 2011, 2012, 2013, 2014

- Supercupa României:
  - Finalistă: 2018

- Liga Feminină de Handbal a Macedoniei:
  - Câștigătoare: 2018

- Cupa Macedoniei:
  -  Câștigătoare: 2018

- Campionatul Muntenegrului:
  - Câștigătoare: 2012, 2013, 2014, 2015, 2016, 2017

- Cupa Muntenegrului:
  -  Câștigătoare: 2012, 2013, 2014, 2015, 2016, 2017

- Campionatul Sloveniei:
  - Câștigătoare: 2010, 2011

- Cupa Sloveniei:
  -  Câștigătoare: 2010, 2011

Echipa națională
- Campionatul Mondial:
  -  Medalie de argint: 2013

- Jocurile Mediteraneene:
  -  Medalie de aur: 2013

## Premii
- Pivotul All-Star Team la Campionatul Mondial: 2013
- Cea mai bună handbalistă U19 din lume: 2008[5]